# Cuộc thảm sát Quảng Châu
Cuộc thảm sát Quảng Châu là một cuộc thảm sát cư dân của thành phố cảng Quảng Châu thịnh vượng vào năm 878–879 bởi đội quân nổi dậy của Hoàng Sào, những người đang cố gắng lật đổ triều đại nhà Đường. Các nạn nhân bao gồm hàng chục nghìn thương nhân nước ngoài, chủ yếu là người Ả Rập và Ba Tư.

## Kiến thức
Một cuộc thảm sát Dương Châu trước đó đã diễn ra, trong đó quân nổi dậy Trung Quốc dưới sự chỉ huy của Điền Thần Công đã tàn sát cộng đồng thương gia Ả Rập và Ba Tư giàu có.
Cướp biển Ả Rập và Ba Tư đột kích và cướp phá nhà kho ở Quảng Châu (được biết đến tên chúng như Khanfu hoặc Sin-Kalan) trong năm 758, Theo báo cáo của chính quyền địa phương Quảng Châu vào ngày 30 tháng 10 năm 758, tương ứng với ngày Quý Tị (癸巳) của tháng 9 âm lịch trong năm đầu tiên của thời đại Tiền Nguyên của Đường Túc Tông của triều đại nhà Đường. (大食, 波斯寇廣州)
Khi lực lượng của Hoàng lùng sục khắp Trung Quốc từ bắc xuống nam, họ đã đến các cửa của Quảng Châu vào năm 878. Quân đội của ông ta tràn vào Quảng Châu, khủng bố thành phố và nhắm vào dân số nước ngoài, vốn đã khá giàu có trong những năm qua. Các lực lượng nổi dậy của Hoàng Sào đã đánh vào tâm lý phổ biến rằng bằng cách nào đó, sự suy giảm của vận may nhà Đường và cuộc sống của chính họ đã trở nên tồi tệ hơn bởi sự hiện diện của những người nước ngoài hám lợi. báo thù rất tàn bạo, với số người chết trong cái được gọi là "Cuộc thảm sát Quảng Châu" có thể lên tới gần 200.000 người thương vong, theo các nguồn tin Ả Rập. 

## Thảm sát
Các phiến quân Trung Quốc dẫn đầu bởi Huang Chao tàn sát Kitô hữu, Hồi giáo Ả Rập, người Do Thái, Hồi giáo Ba Tư, bái hoả khi họ bị tịch thu và chinh phục, theo nhà văn của Ả Rập tên là Abu Zayd Hasan Ibn Yazid Sirafi. Quân đội của Hoàng Sào đã vào Quảng Châu trong năm 878–879. Các lùm dâu tằm cũng bị tàn phá bởi quân của Hoàng. Theo Lưu Hú (887—946), tác giả chính của Cựu Đường thư, một trong các lịch sử chính thức của triều đại nhà Đường trước đây. Hàng nghìn thương nhân Ả Rập và Ba Tư đã bị giết khi Dương Châu bị cướp phá bởi đội quân của Điền Thần Công nổi loạn.
Hầu hết nạn nhân đều là ngoại quốc và giàu có.
Số ca chết có thể dao động từ 120,000 đến 200,000 người nước ngoài.
Người nước ngoài định cư ở Trung Quốc vào các thời kỳ khác nhau; nhưng sau khi ở lại một thời gian, họ đã bị thảm sát. Ví dụ, người Mô-ha-mét giáo và những người định cư khác tại Canton vào thế kỷ thứ 9; vào năm 889, người ta nói 120.000 người định cư nước ngoài cũng bị thảm sát— Hiệp hội truyền giáo ngoại quốc làm lễ rửa tội Hoa Kỳ (1869), Tạp chí truyền giáo người làm lễ rửa tội